# (179764) Myriamsarah
(179764) Myriamsarah est un astéroïde de la ceinture principale.

## Description
(179764) Myriamsarah est un astéroïde de la ceinture principale. Il fut découvert le 16 septembre 2002 à Vicques par Michel Ory. Il présente une orbite caractérisée par un demi-grand axe de 2,34 UA, une excentricité de 0,14 et une inclinaison de 7,1° par rapport à l'écliptique.

## Compléments